# Gustavo Manuel Larrazábal

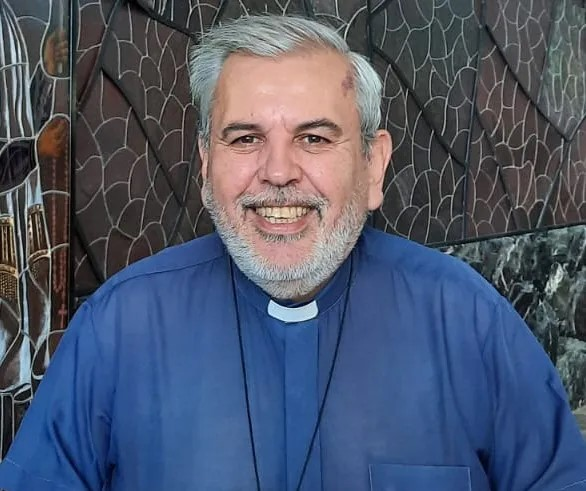
Gustavo Manuel Larrazábal (2023)

Gustavo Manuel Larrazábal CMF (* 31. Januar 1961 in San José, Provinz Mendoza) ist ein argentinischer römisch-katholischer Ordensgeistlicher und Weihbischof in San Juan de Cuyo.

## Leben
Gustavo Manuel Larrazábal besuchte die Escuela Guillermo G. Cano in San José und später das Liceo Militar Gral. Espejo in Mendoza. Am 16. Februar 1986 trat er in Córdoba der Ordensgemeinschaft der Claretiner bei und absolvierte das Noviziat in Chascomús. Anschließend studierte Larrazábal Philosophie und Katholische Theologie am Centro de Estudios Filosóficos y teológicos (CEFyT). Er legte am 14. Januar 1990 in Santiago de Chile die erste und am 25. März 1995 in Córdoba die ewige Profess ab. Am 7. Oktober 1995 wurde er in Córdoba zum Diakon geweiht und am 20. Juli 1996 empfing er in Constitución, einem Stadtteil von Buenos Aires, das Sakrament der Priesterweihe.
Larrazábal war nach der Priesterweihe zunächst als Ausbilder im Vornoviziat der Claretiner tätig, bevor er 1996 Vizedirektor der ordenseigenen Zeitschrift Editorial Claretiana in Buenos Aires wurde. Nachdem er 1997 kurzzeitig als Pfarrvikar der Pfarrei Corazón de María im Stadtteil Constitución gewirkt hatte, wurde er im selben Jahr Direktor der Zeitschrift Editorial Claretiana. Von 2000 bis 2001 war er zudem Pfarrvikar der Pfarrei San Jorge in Florencio Varela im Bistum Quilmes und von 2002 bis 2012 Provinzialvikar der Ordensprovinz der Claretiner für Argentinien und Uruguay. Ab 2013 wirkte Larrazábal als Ökonom der Ordensprovinz Argentinien und Uruguay und als Rektor des Heiligtums Nuestra Señora de Lourdes in El Challao. Darüber hinaus fungierte er im Erzbistum Mendoza zusätzlich als Dechant und ab 2021 als Beauftragter für das Geweihte Leben.
Am 26. März 2022 ernannte ihn Papst Franziskus zum Titularbischof von Buslacena und zum Weihbischof in San Juan de Cuyo. Der Erzbischof von San Juan de Cuyo, Jorge Eduardo Lozano, spendete ihm am 18. Juni desselben Jahres im Volleyballstadion UPCN Vóley in Rawson die Bischofsweihe. Mitkonsekratoren waren dessen Amtsvorgänger Alfonso Delgado Evers, der Bischof von San Carlos de Bariloche, Juan José Chaparro Stivanello CMF, der Erzbischof von Mendoza, Marcelo Daniel Colombo, und der Weihbischof in San Juan de Cuyo, Carlos María Domínguez OAR. Larrazábal wählte den Wahlspruch Adorar, caminar y acompañar („Anbeten, gehen und begleiten“). Als Weihbischof wurde er zudem Generalvikar des Erzbistums San Juan de Cuyo.
Papst Franziskus bestellte ihn am 13. Dezember 2023 zum Bischof von Mar del Plata, nachdem der ursprünglich berufene José María Baliña von seinem Amt noch vor der für den 20. Januar 2024 vorgesehenen Amtseinführung zurückgetreten war. Nachdem Larrazábal Belästigung und Machtmissbrauch vorgeworfen worden waren, bat auch er Papst Franziskus noch vor der Amtseinführung um den Rücktritt von dieser Ernennung. Am 17. Januar 2024 nahm Papst Franziskus dieses Rücktrittsgesuch an und bestimmte, dass Larrazábal weiterhin als Weihbischof in San Juan de Cuyo wirken solle.